# Paul Bowles
Paul Frederic Bowles (ur. 30 grudnia 1910 w Nowym Jorku, zm. 18 listopada 1999 w Tangerze) – amerykański poeta i prozaik, tłumacz, kompozytor. Był mężem Jane Bowles.

## Życiorys
W 1928 rozpoczął studia na Uniwersytecie Wirginii. Na początku lat 30. sporo podróżował; we Francji spotkał się z Gertrude Stein. W tym czasie po raz pierwszy odwiedził Tanger. W 1938 poślubił Jane Auer, która później – pod nazwiskiem męża – stała się cenioną pisarką. Związek przetrwał do jej śmierci w 1973.
W latach 40. Bowlesowie mieszkali w rodzinnym mieście pisarza. W połowie dekady Bowles napisał swe pierwsze dojrzałe opowiadania (pierwsze próby podejmował już w dzieciństwie). W 1947 osiadł w Tangerze (gdzie mieszkał już do końca życia), rok później dołączyła do niego żona.
Jego debiutancka powieść – Pod osłoną nieba – ukazała się w 1949. Na jej podstawie w 1990 Bernardo Bertolucci nakręcił film o tym samym tytule, z Debrą Winger i Johnem Malkovichem w rolach głównych.
Oprócz powieści Bowles był autorem kilkunastu zbiorów opowiadań i poezji. Jego twórczość ma często ukryty charakter autobiograficzny (Pod osłoną nieba, opowiadania Zamarznięte pola, Postój w Corazon).
Zajmował się również tłumaczeniem i propagowaniem twórczości marokańskich pisarzy (m.in. Mohameda Mrabeta i Mohameda Choukriego). Publikował artykuły podróżnicze, był zafascynowany tradycyjną muzyką marokańską i w trakcie swoich podróży zajmował się jej rejestrowaniem. Był także kompozytorem muzyki poważnej.
Paul Bowles, mimo małżeństwa zawartego z Jane, był gejem. Sama pani Bowles również była homoseksualna.

## Powieści
- The Sheltering Sky, (1949), tł. polskie Pod osłoną nieba. Warszawa: Zysk i S-ka, 2010. ISBN 978-83-7506-471-1. Brak numerów stron w książce
- Let It Come Down, (1952), tł. polskie No więc dobrze. Warszawa: Zysk i S-ka, 2011, s. 356. ISBN 978-83-7506-698-2.
- The Spider's House, (1955), tł. polskie  Krzysztof Cieślik, Grzegorz Krzymianowski, Dom pająka. Warszawa: Świat Książki, 2015, s. 524. ISBN 978-83-7943-500-5.
- A Friend of the World, (1961), tł. polskie Paweł Lipszyc, Przyjaciel świata i inne opowiadania. Warszawa: PIW, 2005, s. 195. ISBN 978-83-06-02958-1.
- Up Above the World, (1966), tł. polskie  Michał Juszkiewicz, Ponad światem. Warszawa: Świat Książki, 2014, s. 248. ISBN 978-83-7943-499-2.
- Without stopping (autobiography), (1972), tł. polskie Jerzy Korpanty, Bez ustanku. Autobiografia. Warszawa: Świat Książki, 2014. ISBN 978-83-7943-433-6. Brak numerów stron w książce
- Days: a Tanger diary, (1991), tł. polskie  Barbara Kopeć-Umiastowska, Dni: dziennik z Tangeru 1987-1989. Warszawa: Świat Książki, 2014, s. 151. ISBN 978-83-7943-434-3.
- Too Far From Home, (1999), Za daleko od domu
- Travels: Collected Writings, 1950–93, (2010), tł. polskie  Podróże. Pisma zebrane 1950–1993. Warszawa: Świat Książki, 2014. ISBN 978-83-7943-317-9. Brak numerów stron w książce